# Джон Кокрофт

Джон Кокрофт (на английски: Sir John Douglas Cockroft) е британски физик, носител на Нобелова награда за физика за 1951 година заедно с Ърнест Уолтън.

## Биография
Роден е на 27 май 1897 година в Тодморден, Англия. Завършва Кеймбриджкия университет.
Първоначално работи заедно с Пьотър Капица по създаването на силни магнитни полета. През 1928 г. започва да се занимава с ускорение на протони. По-късно бомбардира литий с високоенергетични протони, при което получава хелий. Това е първото успешно изкуствено превръщане на един химичен елемент в друг.
Има четири дъщери и двама сина.
Умира на 18 септември 1967 година в Кеймбридж.